# Toirão-de-peito-preto
Toirão-de-peito-preto (Turnix melanogaster) é uma espécie de ave da família Turnicidae. É encontrada no leste da Austrália.

## Descrição
Possui tamanho entre 16 e 19 centímetros. Seu corpo o corpo largo e roliço e sua sobrancelha é pálida. Suas pernas são marrom-acinzentadas, com barras rubro-amarronzadas e negras com estrias brancas. Seu tórax é grosseiramente manchado de branco e preto. As fêmeas possuem a cabeça preta, com a linha do olho branca e costuma ser maior que os machos. Os filhotes são parecidos com os machos adultos. A vocalização das fêmeas consiste em pios e assobios. Já a dos machos possui notas rápidas e agudas.

## Distribuição e comportamento
A espécie é encontrada no estado de Queensland, no leste da Austrália, desde Marlborough até Nova Gales do Sul. No entanto, são encontrados indivíduos nas bacias hidrográficas de Dawson e de Fitzroy River, no norte de Nova Gales do Sul.
Vive em áreas de floresta fechada onde a precipitação fica entre os 800 e 1200 milímetros. Se alimenta de pequenos invertebrados do chão da floresta e sementes. A espécie é sedentária e terrestre. Tem expectativa de vida de 3.5 anos.